# Jacques Artaud
Pour les articles homonymes, voir Artaud.
Jacques Artaud d'Aix est le quatrième fils de Guillaume Artaud, seigneur d'Aix, de Bellegarde et de la Motte-Chalancon. Il est évêque de Saint-Paul puis de Gap au XIVe siècle.

## Biographie
Son père fut un combattant de Varey (1326) et accompagna le dauphin Humbert II lors de son pèlerinage en Orient (1345), avant de décéder peu après 1374 et d'être inhumé dans l'église des Cordeliers de Die. 
Après être reçu bachelier en droit, Jacques Artaud intègre le chapitre de la cathédrale de Die et y attire l'attention du pape Urbain V qui le nomme évêque le 10 juillet 1364 alors qu'il n'a pas encore été ordonné prêtre. Il reçoit la consécration épiscopale de l'évêque d'Avignon le 30 juillet et rejoint son diocèse de Saint-Paul-Trois-Châteaux, aux confins du Dauphiné, du Comtat Venaissin et du comté de Valentinois et de Diois. C'est en tant qu'évêque de Saint-Paul qu'il participe au concile provincial d'Apt le 4 mai 1365.
Le 10 avril 1366, il est transféré au siège épiscopal de Gap tout en conservant l'administration du diocèse de Saint-Paul jusqu'en 1367.
Artaud arrive à Gap dans un contexte difficile : il lui faut éloigner rapidement des bandes armées descendant rejoindre Louis d'Anjou et Bertrand du Guesclin pour attaquer la reine Jeanne en Provence. Il réussit à les détourner moyennant 30.000 florins, dont il va demander le remboursement aux villes de son diocèse. Celles-ci refusent, arguant qu'Artaud n'a pas payé sur ses propres deniers et en appellent au pape, dont les commissaires donnent raison aux habitants le 13 mars 1368. C'est le début d'une cohabitation tendue entre l'évêque et ses administrés.
C'est à lui que revient le soin de clore une vieille affaire entre l'un de ses prédécesseurs au siège épiscopal et les vicomtes de Tallard, par un traité de paix du 28 avril 1369 avec Louis de Trians obtenu grâce à la médiation de Rodolphe de Commiers, seigneur de La Bâtie-Champrond.
Un épisode assez banal aura des répercussions importantes : dans le courant de l'année 1377, Artaud exonère dame Françoise de la Bréoule de sa participation financière à l'entretien des remparts de Gap. Aussitôt, les consuls de la ville rappellent à l'évêque qu'eux seuls sont habilités à y définir les rôles d'imposition. Le conflit qui s'ensuit est résolu en faveur des Gapençais le 7 mars 1378 par la mise en place d'une Grande Charte établissant les droits et privilèges de Gap. Cette charte sera approuvée par le pape peu après son élection.
Durant l'hiver 1382-1383, des officiers épiscopaux refusent de nourrir les préposés aux portes de Gap. Devant ce refus d'un droit établi, ces officiers sont chassés de la ville et, le ton montant, l'évêque se réfugie au château de Lazer en emmenant avec lui sa cour de justice. Soutenus par l'inquisiteur François Borrel, les gapençais font à nouveau appel au pape pour obtenir, par le traité de Tallard du 15 mai 1383, la condamnation de l'évêque qui revient dans sa ville épiscopale. Cet épisode permettra au gouverneur Charles de Bouville de se mêler des affaires juridiques de l'évêque pour le compte du Dauphiné et son successeur Enguerrand d'Eudin obtiendra en 1387 de coopter avec le prélat les juges de Gap, puis le gouverneur Jacques de Montmaur en 1391 deviendra destinataire de la moitié des amendes infligées aux prêtres convaincus d'usure.
Dans le cadre de son administration, l'évêque Artaud assiste aux assemblées des Trois États de Provence et, notamment, à celle constitutive de l'Union d'Aix contre Turenne ; il confirme en 1392 les libertés et franchises de La Bâtie-Neuve, La Bâtie-Vieille, Poligny, La Fare et Le Glaizil puis reprend en 1394 les tracés des territoires des deux Bâties. En 1391, il sera également confronté, en Champsaur, à l'usurpation de terres épiscopales en bordure du Drac par un certain Gabriel de Bonne : le conflit sera résolu le 30 octobre 1394 sur l'intervention du gouverneur du Dauphiné.
Le 3 septembre 1399, le siège épiscopal de Gap est déclaré vacant : Jacques Artaud est mort peu avant cette date.